# San Salvador kommun, Argentina
Departamento de San Salvador är en kommun i Argentina.   Den ligger i provinsen Entre Ríos, i den nordöstra delen av landet, 300 km norr om huvudstaden Buenos Aires.
Trakten runt Departamento de San Salvador består i huvudsak av gräsmarker. Runt Departamento de San Salvador är det ganska glesbefolkat, med 21 invånare per kvadratkilometer.